# 밸런 원더월드
《밸런 원더월드》(Balan Wonderworld)는 스퀘어 에닉스가 발매한 2021년 3D 플랫폼 게임이다. 아제스트와 스퀘어 에닉스 자회사 밸런 컴퍼니가 공동개발하고 스퀘어 에닉스가 배급을 담당했다. 플레이어는 두 아이 레오 그레이그와 엠마 콜 중 하나를 조종해 미지의 존재 밸런의 안내를 받아 마음의 세계를 탐험하며 열두 명의 사람들이 내적 갈등을 극복할 수 있게 하는 것이 목표이다.
과거 《소닉 더 헤지혹》과 《나이츠 인투 드림즈》의 제작 총괄자였던 나카 유지가 지도하는 밸런 컴퍼니사의 데뷔작이며, 1998년 《소닉 어드벤처》까지 참여했던 전 세가 원화가 오오시마 나오토와 협력했다. 뮤지컬 분위기에 치중한 것이 특징으로 소설가 카와사키 소우시가 시나리오를 작성했다. 게임 내 사용된 컷신은 비주얼 워크스가 제작했다.
《밸런 원더월드》는 2021년 3월 26일 닌텐도 스위치, 플레이스테이션 4, 플레이스테이션 5, 엑스박스 원, 엑스박스 시리즈 X/S 및 마이크로소프트 윈도우로 전세계에 동시출시됐으며, 게임에 기반한 소설판 또한 별도로 출판됐다. 발매 직후 언론으로부터 게임플레이를 방해하는 결점들과 불안정한 최적화를 이유로 부정적인 평가를 받았으며 상업적으로 저조한 성과를 거뒀다. 게임 출시 얼마 후 나카 유지는 스퀘어 에닉스에서 퇴사했음을 발표했다.

## 개발
《밸런 원더월드》는 2018년 설립된 스퀘어 에닉스의 자회사 '밸런 컴퍼니'의 데뷔작으로, 과거 세가에서 《소닉 더 헤지혹》과 《나이츠 인투 드림즈》 제작에 깊게 참여한 나카 유지가 개발을 지도했다. 나카는 스퀘어 에닉스가 다루지 않은 장르를 모험하는 것을 목표로 다양한 배경의 디자이너와 원화가들을 섭외해 밸런 컴퍼니를 만들었다고 밝혔다.

## 반응
《밸런 원더월드》는 리뷰 종합 사이트 메타크리틱에서 대부분의 플랫폼에 대해 '대체적으로 부정적인 반응'을 얻었으며, 플레이스테이션 5판은 '복합적이거나 부정적인 반응'을 얻은 것으로 기록됐다. 언론에서는 불편한 조작감과 나쁜 최적화를 단점으로 주로 꼽았다. 그러나 평론가들은 또한 미려한 화풍의 그래픽이나 게임 내 삽입음악같은 긍정적인 요소들을 들어 부분적인 칭찬을 덧붙였다. 3월 28일에는 메타크리틱에 10점 만점에 10점을 부여한 유저 리뷰가 다수 등장해 조작에 대한 의혹이 제기됐다.

### 흥행
《밸런 원더월드》는 발매 당시 저조한 판매 성적을 거뒀다. 일본에선 발매한 주에 2,100장 이하의 판매량을 기록했으며 판매 순위권에 드는 데 실패했다. 닌텐도 파워에서는 부정적인 평가가 상업적으로 피해를 끼쳤다는 분석을 내놓았다.